# Inocybe praetervisa
A Inocybe praetervisa é uma espécie de cogumelo pequeno, amarelo e marrom da família Inocybaceae, que se distingue de outros membros do gênero por seus esporos e bulbo incomuns. Os esporos incomuns fizeram com que a espécie fosse considerada a espécie-tipo do gênero Astrosporina, agora abandonado; estudos recentes mostraram que esse gênero não poderia existir, pois as espécies com as características definidoras não formam um grupo monofilético. No entanto, ela faz parte de vários clados dentro do gênero Inocybe. A I. praetervisa cresce no solo em florestas, favorecendo as faias, e é encontrada na Europa, América do Norte e Ásia. Ela não é comestível e provavelmente é venenosa devido à presença de muscarina. A ingestão de muscarina pode levar à síndrome colinérgica, que pode potencialmente levar à morte por insuficiência respiratória.

## Taxonomia
A Inocybe praetervisa foi descrita pela primeira vez por Lucien Quélet no primeiro volume da publicação Fungi tridentini, de Giacomo Bresadola, em 1883. A espécie foi transferida para o gênero Astrosporina por Joseph Schröter em 1889, mas isso foi rejeitado e o nome Astrosporina praetervisa é agora considerado um sinônimo. A Astrosporina praetervisa foi a espécie-tipo do gênero não mais reconhecido. O epíteto específico praetervisa vem da palavra em latim que significa "negligenciado".
Dentro do gênero Inocybe, a I. praetervisa foi colocada no subgênero Inocybe. O micologista Rolf Singer coloca a espécie na seção Marginatae; o micologista Thom Kuyper considera Marginatae uma superseção e inclui I. praetervisa junto com I. abietis, I. calospora e I. godeyi. A filogenética mostrou que, além do grande clado do subgênero Inocybe, a I. praetervisa forma um clado com I. calospora, I. lanuginosa e I. leptophylla. As espécies são semelhantes no sentido de que todas as quatro têm basidiósporos com pequenos nódulos; foi essa característica que definiu o gênero Astrosporina. No entanto, quando a análise filogenética concluiu posteriormente que as espécies de Inocybe com nódulos não formam um grupo monofilético, o nome Astrosporina foi considerado inadequado em nível genérico. Mas pode ser considerado útil em um nível inferior para se referir ao clado das quatro espécies de Inocybe. Dessas quatro, I. praetervisa está mais intimamente relacionada a I. calospora, com a qual forma um clado menor e mais próximo. Um estudo diferente também constatou a estreita relação entre I. praetervisa e I. calospora; e também nomeou I. teraturgus como parte do clado que contém I. praetervisa, I. calospora, I. lanuginosa e I. leptophylla.

## Descrição
A Inocybe praetervisa tem um píleo em forma de sino (posteriormente expandindo-se) de 3 a 5 cm de diâmetro e cor marrom-amarelada. Ele é fibroso e se divide da margem, que se curva para dentro, até o centro. O estipe tem de 5 a 6 cm de altura e de 3 a 8 mm de espessura; é branco, mas se torna amarelo-palha pálido quando amadurece, e todo o estipe é farináceo, o que significa que está coberto de partículas semelhantes a farinha. O estipe tem um bulbo distinto na base, que é moderadamente marginado, e não tem um anel. A carne é branca e descolore para amarelada no estipe. As lamelas são inicialmente esbranquiçadas, mas depois se tornam marrom-argilosas com bordas brancas e dentadas. Elas são adnexas, o que significa que se conectam ao estipe apenas por uma parte de sua profundidade, e são amontoadas umas às outras.

### Características microscópicas
A Inocybe praetervisa deixa uma impressão de esporos marrom-argilosa, enquanto os próprios esporos são retangulares com um grande número de "nódulos angulares distintos". Em termos de tamanho, os esporos medem entre 10 e 12 μm de comprimento por entre 7 e 9 μm de largura. A I. praetervisa possui pleurocistídios (cistídios encontrados nas faces das lamelas) e queilocistídios (cistídios encontrados nas bordas das lamelas) que são relativamente fusiformes com incrustação apical; eles têm paredes hialinas ou amarelo-claras.

### Espécies semelhantes
A espécie pode ser diferenciada da semelhante I. cookei por seus "esporos irregulares e encaroçados". Também é semelhante à I. rimosa, mas difere na presença de um bulbo. Outra espécie que pode ser diferenciada pela falta de um bulbo é a I. numerosigibba.

## Habitat e distribuição
A Inocybe praetervisa é uma espécie ectomicorrízica e é encontrada no solo em florestas mistas, decíduas ou até mesmo de coníferas. Normalmente prefere a faia. Os cogumelos crescem solitariamente ou em grupos no final do verão e durante o outono, embora não seja uma espécie comumente encontrada. É encontrada na Europa, Ásia e América do Norte.

## Comestibilidade e toxicidade
O cogumelo tem um sabor suave e indistinto e um leve odor de farinha. O micologista Roger Phillips descreve sua comestibilidade como "suspeita", recomendando que seja evitada, e observa que é possível que a espécie seja venenosa; a maioria das espécies de Inocybe demonstrou conter substâncias químicas venenosas. O micologista Ian Robert Hall lista o cogumelo como contendo o composto venenoso muscarina. O consumo de muscarina pode levar a uma série de efeitos fisiológicos, incluindo: excesso de salivação, lacrimejamento, micção e defecação incontroláveis, problemas gastrointestinais e vômito; esse conjunto de sintomas também é conhecido como síndrome colinérgica. Outros efeitos potenciais incluem queda da pressão arterial, sudorese e morte por insuficiência respiratória.